# Adalbert Widmann
Adalbert Widmann (Brno, 15 gennaio 1804 – Plaveč, 23 agosto 1888) è stato un politico e nobile boemo.

## Biografia

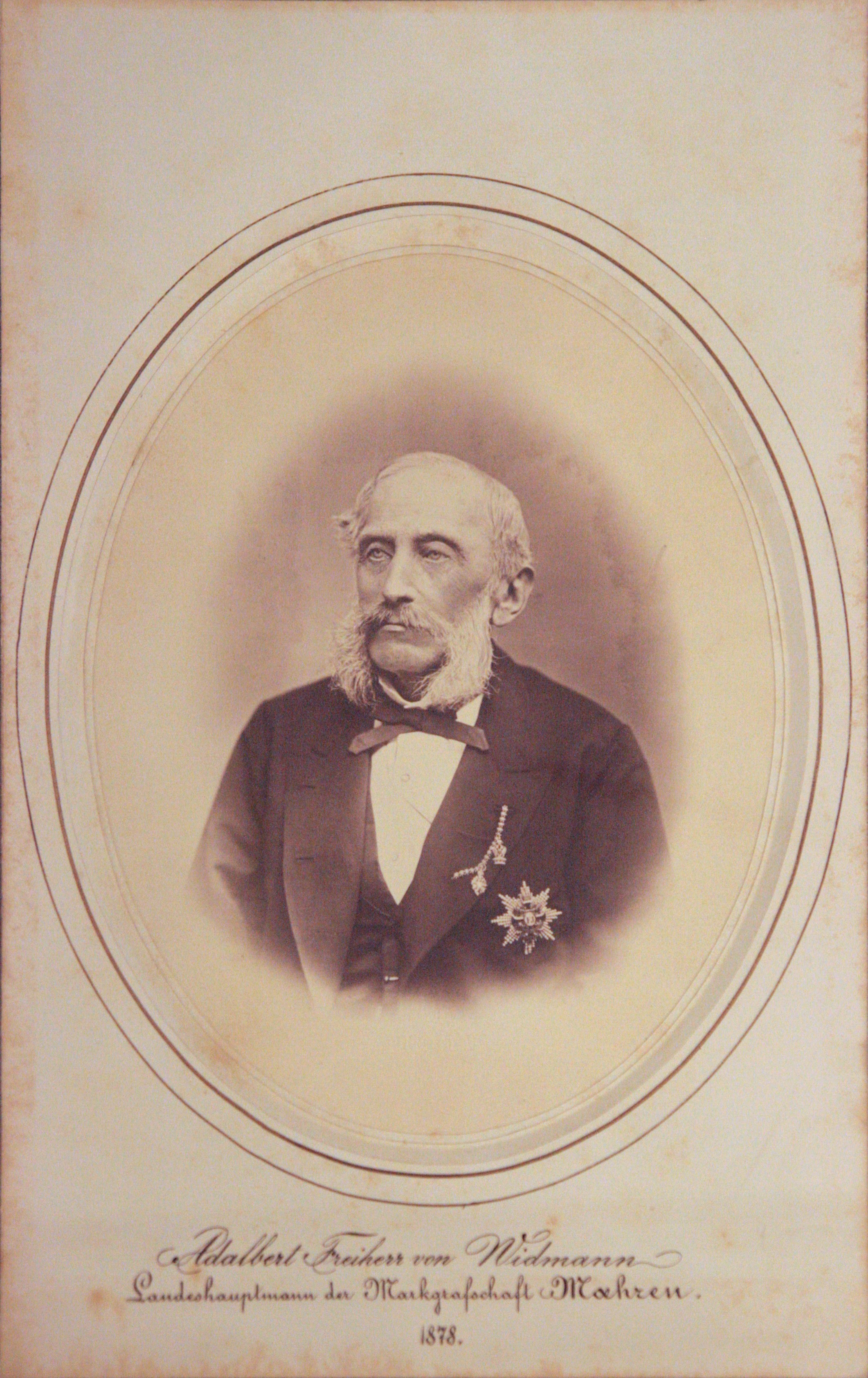
Adalbert Widmann in una fotografia del 1878

Nato nella famiglia Widmann (stabilitasi in moravia nel XVIII secolo), Adalbert era figlio di Vincenz Widmann e di sua moglie, Ernestina Rodenová von Hirzenau. Suo fratello Antonín ,così come i nipoti Antonín e Viktor, furono tutti membri del landtag della Moravia.
Nel 1830 fu tra i proprietari terrieri che propugnarono la costituzione della Cassa di Risparmio della Moravia, divenendo in seguito membro del landtag della Moravia, sedendovi dal 1848 al 1849 in rappresentanza dei latifondisti.
Nel 1861 fu eletto all'assemblea provinciale, rimanendovi sino al 1884. Nonostante la sua vicinanza delle sue idee al partito costituzionalista, rimase per tutta la sua vita un apartitico convinto, cercando di trovare sempre un compromesso tra gli schieramenti politici e sostenendo ad esempio la riforma linguistica che propugnava l'eguaglianza tra lingua ceca e tedesca. Nel 1869 propose anche il ripristino dell'Università di Brno. Dal 1870 al 1884 ricoprì (con l'eccezione di un breve periodo nel 1871) la carica di governatore provinciale della Moravia.
Fu presidente dell'Associazione Patriottica Provinciale Ausiliare, curatore dell'Istituto Moravo per i Sordomuti, direttore dell'Associazione Protettiva Moravia-Slesia.

## Matrimonio e figli
Si sposò due volte. La prima con Julia Puthonovou (1804 - 1852) e la seconda con Ervin Scharffensteinovou (1833 - 1883). Suo figlio Adalbert diviene in seguito ministro dell'agricoltura austriaco sotto i governi Bienerth e Gautsch, e poi f governatore della Slesia.